# Oxytropis sajanensis
Oxytropis sajanensis är en ärtväxtart som beskrevs av Boris Alexandrovich Jurtzev. Oxytropis sajanensis ingår i släktet klovedlar, och familjen ärtväxter. Inga underarter finns listade i Catalogue of Life.